# Vlag van Oudsbergen
De vlag van Oudsbergen werd door de gemeenteraad op 23 mei 2022 officieel vastgesteld als de gemeentelijke vlag van de Belgisch Limburgse gemeente Oudsbergen. Op 1 juli 2022 werd hij door het ministerieel besluit bevestigd en uiteindelijk gepubliceerd op 14 oktober 2022 in het officiële Belgisch Staatsblad.
Officieel wordt de vlag beschreven als:
Geschuind 1. acht even hoge banen van geel en van groen 2. acht even hoge banen van geel en van rood, over de deellijn heen een golvende schuinbalk van wit, geboord van blauw.
De vlag is volledig gebaseerd op het gemeentewapen en ziet er dus helemaal hetzelfde uit.

## Symboliek
De horizontale banen in geel en rood verwijst naar het graafschap Loon. Deze acht banen verwijst naar de acht woonkernen binnen de gemeente. De groene en gele banen aan de vluchtzijde verwijst naar de bossen en het goudkleurige zand van de Duinengordel en Oudsberg. De twee golvende blauwe banen verwijst naar het vele water van vennen en beken.